# Johann Sölch
Johann Sölch (Penzing, 16 ottobre 1883 – Kitzbühel, 10 settembre 1951) è stato un geografo austriaco.

## Biografia
Johann Soelch di  Johann Georg Sölch (1852-1934), direttore della casa editrice austriaca di libri di testo, che proveniva da Gehaag in Boemia, e Anna Franke (1861-1924), figlia del giudice regionale superiore Ignaz Franke a Brno.
Soelch studiò presso l'Università di Vienna e nel 1906 conseguì il dottorato da Albrecht Penck come Dottore in Filosofia; Questo fu seguito nel 1917 dall'abilitazione a Graz. Negli anni dal 1920 al 1928, Johann Sölch fu professore di geografia fisica presso l'Università di Innsbruck – dove Hans Kinzl conseguì il dottorato – e organizzò un seminario per la geografia delle Alpi. Fu il successore di Alfred Hettner nel ricoprire il ruolo di professore preso l'Università di Heidelberg dal 1932 al 1935, dal 1935 presso l'Università di Vienna fu il segretario della classe matematico-scientifica dell'Accademia delle scienze austriaca; negli anni 1947 e 1948 fu rettore dell'Università di Vienna e nel 1951 presidente della Società geografica austriaca. Dal 1932 fu membro dell'Accademia delle scienze di Heidelberg. La sua tomba è situata nel cimitero centrale di Vienna.